# Farid Assemi
Farid Assemi – amerykański brydżysta, Senior Master (WBF).

## Wyniki brydżowe

### Zawody światowe
W światowych zawodach zdobył następujące lokaty:
| Mistrzostwa Świata. Konkurencja teamów | Mistrzostwa Świata. Konkurencja teamów | Mistrzostwa Świata. Konkurencja teamów | Mistrzostwa Świata. Konkurencja teamów | Mistrzostwa Świata. Konkurencja teamów | Mistrzostwa Świata. Konkurencja teamów |
| Rok                                    | Miejsce                                | Zawody                                 | Kategoria                              | Drużyna                                | Pozycja                                |
| -------------------------------------- | -------------------------------------- | -------------------------------------- | -------------------------------------- | -------------------------------------- | -------------------------------------- |
| 2006                                   | Werona                                 | 12. Mistrzostwa Świata                 | Open                                   | Assemi                                 | 33                                     |

| Mistrzostwa Świata. Konkurencja par | Mistrzostwa Świata. Konkurencja par | Mistrzostwa Świata. Konkurencja par | Mistrzostwa Świata. Konkurencja par | Mistrzostwa Świata. Konkurencja par | Mistrzostwa Świata. Konkurencja par |
| Rok                                 | Miejsce                             | Zawody                              | Kategoria                           | Partner                             | Pozycja                             |
| ----------------------------------- | ----------------------------------- | ----------------------------------- | ----------------------------------- | ----------------------------------- | ----------------------------------- |
| 2010                                | Filadelfia                          | 13. Mistrzostwa Świata              | Seniorzy                            | Edward Wojewoda                     | 3                                   |
| 2006                                | Werona                              | 12. Mistrzostwa Świata              | Open IMP                            | Edward Wojewoda                     | 14                                  |
| 2006                                | Werona                              | 12. Mistrzostwa Świata              | Open                                | Edward Wojewoda                     | 281                                 |

## Klasyfikacja
- Farid Assemi – klasyfikacja WBF (ang.)